# 僑中里
僑中里為台灣新北市板橋區轄下之一里，位於浮洲，面積約0.1152平方公里，鄰近國立華僑實驗高級中學，南邊有鐵路浮洲車站。僑中里於1985年12月13日由浮洲里分出。